# Herman Rezelius
Carl Herman Rezelius, född den 18 augusti 1826 i Stockholm, död där den 4 december 1883, var en svensk jurist och tecknare.
Rezelius blev student vid Uppsala universitet 1844 och avlade hovrättsexamen 1851. Han blev extra ordinarie kanslist i Civildepartementet 1847, auskultant i Svea hovrätt 1851, extra ordinarie notarie samma år, extra ordinarie fiskal 1855, vice häradshövding samma år, ordinarie fiskal 1857, assessor 1861 och hovrättsråd 1869. Rezelius blev riddare av Nordstjärneorden 1870. Han var vid sidan av sitt ordinarie arbete verksam som tecknare och är representerad vid bland annat Uppsala universitetsbibliotek.
Han var från 1858 gift med Eva Christina Henrietta Tisell, dotter till majoren, godsägaren Henrik Angust Tisell och Eva Beata Gustafva Vult von Steyern.